# Adrián Calello
Adrián Daniel Calello (Quilmes, provincia de Buenos Aires, 14 de mayo de 1987) es un futbolista argentino. Juega de volante y jugó en equipos como Dínamo Zagreb, Catanea, Chievo Verona, Banfield, Independiente, Huracan y Quilmes 
Por fuera de su carrera como futbolista, Calello es uno de los mejores jugadores argentinos de Age of Empires II: Definitive Edition.

## Carrera

### Independiente
Pasó por las inferiores del Club Atlético Independiente para hacer su debut en el primer equipo en febrero del año 2007, frente a Racing Club. 
Se estableció rápidamente como un jugador titular.

### Croacia e Italia
Tras su paso durante 4 temporadas por el fútbol croata, en el Dinamo Zagreb, arriba al AC Siena de Italia a principios de 2013 para sumar experiencia y buen juego a un equipo que estaba luchando por no perder la categoría. Firmó contrato por 6 meses con opción de compra. 
Pasó posteriormente al AC Chievo Verona y luego al Calcio Catania de la Serie B. No logró adquirir tanta continuidad como esperaba por lo que emigra a fines de 2014 de Italia.

### Quilmes
Ya a principios del año 2015, Calello tenía ganas de volver a Argentina ya que sería padre y allí apareció el interés del Quilmes Atlético Club. El jugador vio con buenos ojos esa oferta ya que es oriundo de esa ciudad y, tras el pedido del entrenador Julio César Falcioni, el mediocampista se incorporó a préstamo por 18 meses.

### Huracán
Luego del descenso de categoría del Cervecero, Calello firmó con Huracán a préstamo por un año con opción de compra.

### Banfield
Tras una temporada en el Globo, Calello se convirtió en jugador de Banfield. Debutó el 12 de agosto de 2018 en la derrota por 1-0 ante Rosario Central. Ingresó a los 36 minutos del segundo tiempo por Emanuel Cecchini. Durante su estadía en el Taladro, el volante le convirtió un gol a San Martín de Tucumán.

### Regreso a Huracán
Después de su temporada en el club de zona sur, Adrián Calello volvió a Huracán. Su regreso ocurrió el 29 de julio de 2019, siendo titular en el empate a 0 contra Boca Juniors.

### Regreso a Quilmes
Luego de varios problemas en Huracán, Calello quedó libre y decidió regresar, tanto a su ciudad como al equipo, a Quilmes. Firmó en 2020 hasta diciembre de 2022.

## Clubes
| Club                | País                | Año                 | PJ  | G | Prom. |
| ------------------- | ------------------- | ------------------- | --- | - | ----- |
| Independiente       | Argentina           | 2007 - 2008         | 51  | 0 | 0,00  |
| Dinamo Zagreb       | Croacia             | 2009 - 2012         | 103 | 3 | 0,02  |
| Robur Siena         | Italia              | 2013                | 9   | 0 | 0,00  |
| Chievo Verona       | Italia              | 2013 - 2014         | 2   | 0 | 0,00  |
| Catania             | Italia              | 2014                | 13  | 0 | 0,00  |
| Quilmes             | Argentina           | 2015 - 2017         | 52  | 1 | 0,01  |
| Huracán             | Argentina           | 2017 - 2018         | 28  | 0 | 0,00  |
| Banfield            | Argentina           | 2018 - 2019         | 20  | 1 | 0,05  |
| Huracán             | Argentina           | 2019 - 2020         | 16  | 0 | 0,00  |
| Quilmes             | Argentina           | 2020 - Presente     | 46  | 1 | 0,02  |
| Total en su carrera | Total en su carrera | Total en su carrera | 340 | 6 | 0,01  |